# طيون مشرقي
الطيون المشرقي (باللاتينية: Inula orientalis) نوع نباتي ينتمي إلى جنس الطيون من الفصيلة النجمية.

## الموئل والانتشار
موطنه تركيا والقوقاز.